# Cordelia (papillon)
Pour les articles homonymes, voir Cordélia.
Genre
Cordelia est un genre de lépidoptères de la famille des Lycaenidae et de la sous-famille des Theclinae. 

## Historique et dénomination
Le genre Cordelia a été décrit par Shirôzu et Yamamoto en 1956.

## Liste des espèces et sous-espèces
- Cordelia comes (Leech, 1890) - présent en Chine.
  - Cordelia comes wilemaniella (Matsumura, 1919 (1929?)) - à Taïwan.
  - Cordelia comes koizumii Koiwaya, 1996
- Cordelia kitawakii Koiwaya, 1996
- Cordelia minerva (Leech, 1890) - présent en Chine.
  - Cordelia minerva jinfoshanensis Koiwaya, 2000[1].